# Kątno (Ostróda)
Kątno (deutsch Tafelbude) ist ein Ort in der polnischen Woiwodschaft Ermland-Masuren. Er gehört zur Gmina Ostróda (Landgemeinde Osterode in Ostpreußen) im Powiat Ostródzki (Kreis Osterode in Ostpreußen).

## Geographische Lage
Kątno liegt am Ostufer des (Großen) Schilling-Sees (polnisch Jezioro Szeląg Wielki) im Westen der Woiwodschaft Ermland-Masuren, acht Kilometer östlich der Kreisstadt Ostróda (Osterode in Ostpreußen).

## Geschichte
Im Jahre 1411 wurde Tappelbude erstmals urkundlich erwähnt. 1874 kam die Landgemeinde Tafelbude zum neu errichteten Amtsbezirk Jablonken (1938 bis 1945 Amtsbezirk Altfinken; polnisch Stare Jabłonki) im Kreis Osterode in Ostpreußen und war bis 1945 ihm zugehörig.
280 Einwohner zählte Tafelbude im Jahre 1910. Ihre Zahl stieg bis 1933 auf 337 und belief sich 1939 auf 305. Letztere lebten in 74 Haushalten sowohl in Tafelbude als auch in den Ortschaften Adlersbude (polnisch Orlik) und Luisenberg (polnisch Szklarnia), von ihnen waren 134 in der Land- und Forstwirtschaft, 105 in Industrie und Handwerk sowie neun in Handel und Verkehr beschäftigt.
In Kriegsfolge kam Tafelbude 1945 mit dem gesamten südlichen Ostpreußen zu Polen. Das Dorf erhielt die polnische Namensform „Kątno“ und ist heute mit dem Sitz eines Schulzenamts (polnisch Sołectwo) eine Ortschaft im Verbund der Landgemeinde Ostróda (Osterode i. Ostpr.) im Powiat Ostródzki (Kreis Osterode in Ostpreußen), bis 1998 der Woiwodschaft Olsztyn, seither der Woiwodschaft Ermland-Masuren mit Sitz in Olsztyn (Allenstein) zugehörig. Im Jahre 2011 zählte Kątno 151 Einwohner.

## Kirche
Bis 1945 war Tafelbude mit seinen Ortsteilen in die evangelische Kirche Osterode i.Ostpr. in der Kirchenprovinz Ostpreußen der Kirche der Altpreußischen Union sowie in die römisch-katholische Kirche der Kreisstadt eingepfarrt.
Heute gehört Kątno evangelischerseits weiterhin zur Kreisstadt, deren Gemeinde jetzt der Diözese Masuren der Evangelisch-Augsburgischen Kirche in Polen zugeordnet ist bzw. katholischerseits zur Pfarrei Stare Jabłonki im Erzbistum Ermland.

## Persönlichkeiten

### Aus dem Ort gebürtig
- Otto Gratzki (1895–1976), deutscher Lehrer und Widerstandskämpfer im Nationalsozialismus

## Verkehr
Kątno liegt nördlich der verkehrsreichen Landesstraße 16 und ist auf einer Nebenstraße von Stare Jabłonki aus zu erreichen. Auch von Zawady Małe (Königswiese) führt eine Straße über Szklarnia (Luisenberg) nach Kątno.
Eine Anbindung an den Bahnverkehr besteht nicht.